# 7807 Grier
A 7807 Grier (ideiglenes jelöléssel 1975 SJ1) a Naprendszer kisbolygóövében található aszteroida. Schelte J. Bus fedezte fel 1975. szeptember 30-án.